# Plœuc-L'Hermitage
Plœuc-L'Hermitage è un comune francese del dipartimento delle Côtes-d'Armor nella regione della  Bretagna.
È stato creato il 1º gennaio 2016 dalla fusione dei preesistenti comuni di Plœuc-sur-Lié e L'Hermitage-Lorge.
Il capoluogo è la località di Plœuc-sur-Lié.